# Stazione di Crispiano
La stazione di Crispiano è una stazione ferroviaria al servizio del comune di Crispiano, posta sulla linea Bari-Taranto. È gestita dalle Ferrovie del Sud Est.
Entrò in servizio nel 1931, assieme al tronco Martina Franca-Taranto della linea Bari-Taranto.

## Servizi
La stazione dispone di:
- Biglietteria automatica
- Servizi igienici
- Area per l'attesa
- Accessibilità per portatori di handicap
- Parcheggio di scambio

## Movimento
La stazione è servita dai treni regionali svolti dalle Ferrovie del Sud Est nella relazione Martina Franca - Taranto della linea 1.

## Lavori
Sono in corso i lavori di costruzione del nuovo hub intermodale su base di fondi PNRR, che, oltre a prevedere un nuovo terminal bus all'esterno, prevede una serie di interventi di riqualificazione e adeguamento della stazione alle normative ferroviarie vigenti. Tra le principali opere in corso figurano la costruzione di una nuova banchina sul lato est, corrispondente al binario 2, la costruzione di un sottopassaggio per garantire l’accessibilità e la sicurezza dei passeggeri con l’installazione di ascensori per favorire i diversamente abili ed un secondo ingresso dal lato di Via Madonna del Carmine. Inoltre, l’intera stazione è attualmente sottoposta a una ristrutturazione generale che comprenderà l’adeguamento dei marciapiedi all’altezza di 55 cm, il fabbricato e dei servizi annessi, come i servizi igienici e la sala d'attesa, il tutto in linea con gli standard di Rete Ferroviaria Italiana. Si tratta del primo hub intermodale in fase di realizzazione nell'ambito della rete delle Ferrovie del Sud Est, a cui seguiranno ulteriori strutture analoghe distribuite in altri punti strategici della rete.
Durante i lavori di scavo sono stati rinvenuti due reperti archeologici, rispettivamente uno scheletro ed una tomba, che sono stati esaminati da archeologi e trasportati al museo MArTA di Taranto.